# Токійський міжнародний кінофестиваль
Міжнародний Токійський кінофестиваль (яп. 東京国際映画祭, англ. Tokyo International Film Festival) — найбільший міжнародний кінофестиваль Азії, який щорічно проводиться в жовтні у столиці Японії, місті Токіо. 
Уперше кінозахід відбувся 1985 року. Тоді ж його було схвалено Міжнародною федерацією асоціацій кінопродюсерів. Це єдиний японський офіційно визнаний кінофестиваль .

## Нагороди
Регламентом фестивалю передбачено 6 нагород у конкурсній програмі, приз глядацьких симпатій і низку премій в інших програмах. Крім того, кожен переможець офіційного конкурсу кінофестивалю отримує грошовий приз .
Список основних призів :
- Великий приз «Сакура Токіо» (50 000 $) грошовий приз порівну ділиться між продюсером і режисером
- Спеціальний приз журі (20 000 $) грошовий приз порівну ділиться між продюсером і режисером
- Нагорода найкращому режисерові (5 000 $)
- Нагорода найкращій акторці (5 000 $)
- Нагорода найкращому акторові (5 000 $)
- Нагорода за найкращий художній внесок (зображення, звук, роботу художника, музику, сценарій і т.п.) (5 000 $)
- Приз глядацьких симпатій (10 000 $)